# Rae Burrell
Rae Burrell est une joueuse de basket-ball américaine née le 21 juin 2000 à Las Vegas, dans le Nevada. 
Elle évolue pour les Sparks de Los Angeles en Women's National Basketball Association (WNBA).

## Biographie

### Jeunesse et études
Rae Burrell naît le 21 juin 2000 à Las Vegas, dans le Nevada. Elle étudie au lycée Liberty à Henderson et s'engage avec les Volunteers de l'Université du Tennessee.
Elle se révèle en seconde année et devient la meilleure joueuse du Tennessee, shootant notamment à 40,2 % à trois points, un record pour l'équipe,.

### Carrière professionnelle

#### En WNBA
Rae Burrell est sélectionnée par les Sparks de Los Angeles en neuvième position de la Draft 2022 de la Women's National Basketball Association (WNBA). Elle manque presque l'intégralité de sa saison de rookie en raison d'une blessure au pied. 
Elle est écartée de l'effectif lors de l'intersaison mais finit par le réintégrer en cours de saison 2023. 
Les Sparks réengagent Rae Burrell en 2024 avec un contrat protégé de deux ans. Elle réalise un début de saison mitigé mais brille dans la seconde moitié, après la pause olympique. Elle développe notamment sa capacité à mettre la balle au sol, à être agressive et à créer le contact en allant au panier.

#### En Europe
Après sa première saison en WNBA, Rae Burrell s'engage en août 2022 avec le Canberra Capitals en Women's National Basketball League, la ligue professionnelle féminine australienne,.
En juillet 2023, elle signe avec le Kangoeroes Basket Mechelen de Malines en Belgique qui vient de remporter la Coupe et le Championnat pour la deuxième saison de d'affilée et a disputé sa toute première campagne en Euroligue.

#### En ligne Unrivaled
Le 18 novembre 2024, la nouvelle ligue de basket-ball à trois, Unrivaled, annonce la participation de Rae Burrell à sa première saison en janvier 2025.
Cette ligue a été créée par Breanna Stewart et Napheesa Collier. Elle réunit trente-six joueuses réparties en six équipes et les matchs ont lieu à Miami. Rae Burrell est la trente-troisième joueuse révélée. Elle évolue pour le Vinyl Basket Club, entraîné par Teresa Weatherspoon. Dans cette équipe, elle retrouve sa coéquipière aux Sparks Dearica Hamby et Jordin Canada qui y a joué en 2020.